# All inclusive
All inclusive ([ˈɔːl ɪnˈkluːsɪv]; deutsch „alles inklusive“) ist ein Anglizismus vor allem im Reisevertragsrecht für eine Klausel, die klarstellen soll, dass sämtliche Reiseleistungen im Reisepreis enthalten sind.

## Allgemeines
Während einer Pauschalreise, zum Beispiel in einem Hotel, auf einem Kreuzfahrtschiff oder während einer Rundreise, sind All-inclusive-Leistungen zu einem Pauschalpreis in der von dem Reiseveranstalter geschuldeten Gesamtheit von Reiseleistungen enthalten, insbesondere die Hotelleistungen wie Beherbergung sowie Speisen und Getränke. Die nicht vereinbarungsgemäße Erbringung der Leistung begründet einen Reisemangel, der unter bestimmten Voraussetzungen zu einer Minderung des Reisepreises führt.
Mangels ausdrücklicher Einigung zwischen Reiseveranstalter und Reisendem werden Art und Umfang der im Einzelfall eingeschlossenen Leistungen z. T. erst im Nachhinein durch die Rechtsprechung ermittelt.

## Eingeschlossene Reiseleistungen
All inclusive schließt neben Mahlzeiten wie dem Mittagessen häufig alle ortsüblichen alkoholischen und alkoholfreien Getränke mit ein. Importierte Getränke wie die meisten Weine und Spirituosen müssen im europäischen Raum zumeist extra bezahlt werden, ebenso wie auch Mahlzeiten à la carte. Eingeschlossen ist auch eine permanente Wasserversorgung mit der Möglichkeit, jederzeit ein Duschbad zu nehmen.
In Reiseunterlagen wird All inclusive oft mit AI abgekürzt. Abgesehen von den bei All inclusive servierten Mahlzeiten der Vollpension werden darüber hinaus häufig auch Kaffee und Kuchen am Nachmittag sowie Imbisse rund um die Uhr und manchmal auch ein Mitternachtsbuffet und Cocktails angeboten.
Ein einheitlicher Leistungsumfang wie bei Halbpension oder Vollpension lässt sich bei All-inclusive-Angeboten jedoch nicht feststellen.
In den Reiseunterlagen beziehungsweise Reisekatalogen wird häufig die Menge der zusätzlichen Getränke, vor allem bei Alkoholika, eingeschränkt oder individuell definiert; dies gilt auch für Speisen außerhalb der Hauptmahlzeiten. Verschiedene Unternehmen und Hotelketten bieten Abwandlungen von All inclusive an; so gibt es in verschiedenen Hotels eine sogenannte „Verwöhnpension“. Diese beinhaltet meist nur ein Tischgetränk sowie Zwischenmahlzeiten am Nachmittag. In zielgruppenausgerichteten Hotels und Hotelketten ist die Definition oft der Hauptzielgruppe angepasst. So gibt es in der auf Familien spezialisierten Gruppe der Familotels unter anderem All inclusive soft. Darin sind keine alkoholischen Getränke enthalten. Außerdem existiert die Variante All inclusive Premium. Dadurch wird Familien eine kalkulierbare Rundumversorgung angeboten. Eine weitere Variante wird oft „all inclusive plus“ oder „ultra all inclusive“ genannt. Dieser besondere Service beinhaltet unterschiedliche, über den durchschnittlichen All-inclusive-Rahmen hinausgehende Leistungen, die in besonderen Fällen rund um die Uhr in Anspruch genommen werden können. Dazu können zum Beispiel zählen: der kostenlose Besuch beim hoteleigenen Friseur, die Benutzung von Saunen oder von besonders guten Tennisplätzen mit Flutlicht, die Benutzung von Shuttle-Services, À-la-carte-Mahlzeiten im Restaurant, zusätzliche Snackbars oder internationale alkoholische Getränke – zum Beispiel auch in der Hotel-Diskothek – sowie das tägliche Auffüllen der Minibar im Hotelzimmer ohne gesonderte Berechnung oder ein Bedienservice am (hoteleigenen) Strand.
Ob es zumutbar ist, in der Hotelanlage ein All-inclusive-Armband tragen zu müssen, ist umstritten.